# SV Centauri
SV Centauri é uma estrela variável na constelação de Centaurus. Uma binária eclipsante, sua magnitude aparente visual tem um máximo de 8,71, diminuindo para 9,98 durante o eclipse do componente primário e 9,42 durante o eclipse do componente secundário. Os dados de paralaxe do terceiro lançamento do catálogo Gaia indicam que está a uma distância de 2580 parsecs (8420 anos-luz) da Terra, com uma incerteza de 190 pc, um valor superior à estimativa indireta anterior de 1800 pc, baseada na luminosidade da estrela.
SV Centauri é uma binária de contato formada por duas estrelas quentes de classe B de tipos espectrais B1V e B6.5III e temperaturas efetivas de 23 000 e 14 000 K. O componente primário, mais brilhante com 11700 vezes a luminosidade solar, é o menos massivo com 7,7 vezes a massa solar e possui um raio médio de 6,8 raios solares. O componente secundário tem massa igual a 9,6 massas solares, raio de 7,4 raios solares e está brilhando com 1900 vezes a luminosidade solar. A separação entre os centros de cada estrela é de apenas 15,3 raios solares. A observação de eclipses é permitida pela alta inclinação de 81,8° do sistema em relação ao plano do céu.
O período orbital de SV Centauri está diminuindo de forma monótona a uma taxa média muito rápida de 2,1 segundos por ano, a maior para qualquer sistema conhecido. As primeiras observações do sistema, em 1894, revelaram um período de 1,6606 dias, que diminuiu para 1,6581 dias em 1993, apresentando uma taxa de diminuição que é variável em função do tempo, mas com intervalos de 10-30 anos em que é constante. A transição entre esses intervalos de diminuição constante pode ser acompanhada por diminuições muito grandes no período, como de 15 segundos por ano em 1975.
O cenário considerado mais provável para explicar a diminuição do período envolve transferência de massa da estrela menos massiva para a mais massiva e subsequente perda de massa através do ponto de Lagrange L3 do sistema, localizado pouco acima da superfície da estrela mais massiva. A perda de massa ocasiona perda de momento angular, que é compensada por uma diminuição na separação entre as estrelas e aumento da velocidade orbital. Nesse modelo, o sistema está perdendo massa à taxa média de cerca de 5 ×10−5 massas solares por ano, e a variação nessa taxa causa a variação na taxa de diminuição do período. Um modelo alternativo propõe transferência de massa da estrela mais massiva para um disco de acreção ao redor da menos massiva, de forma análoga a Beta Lyrae.

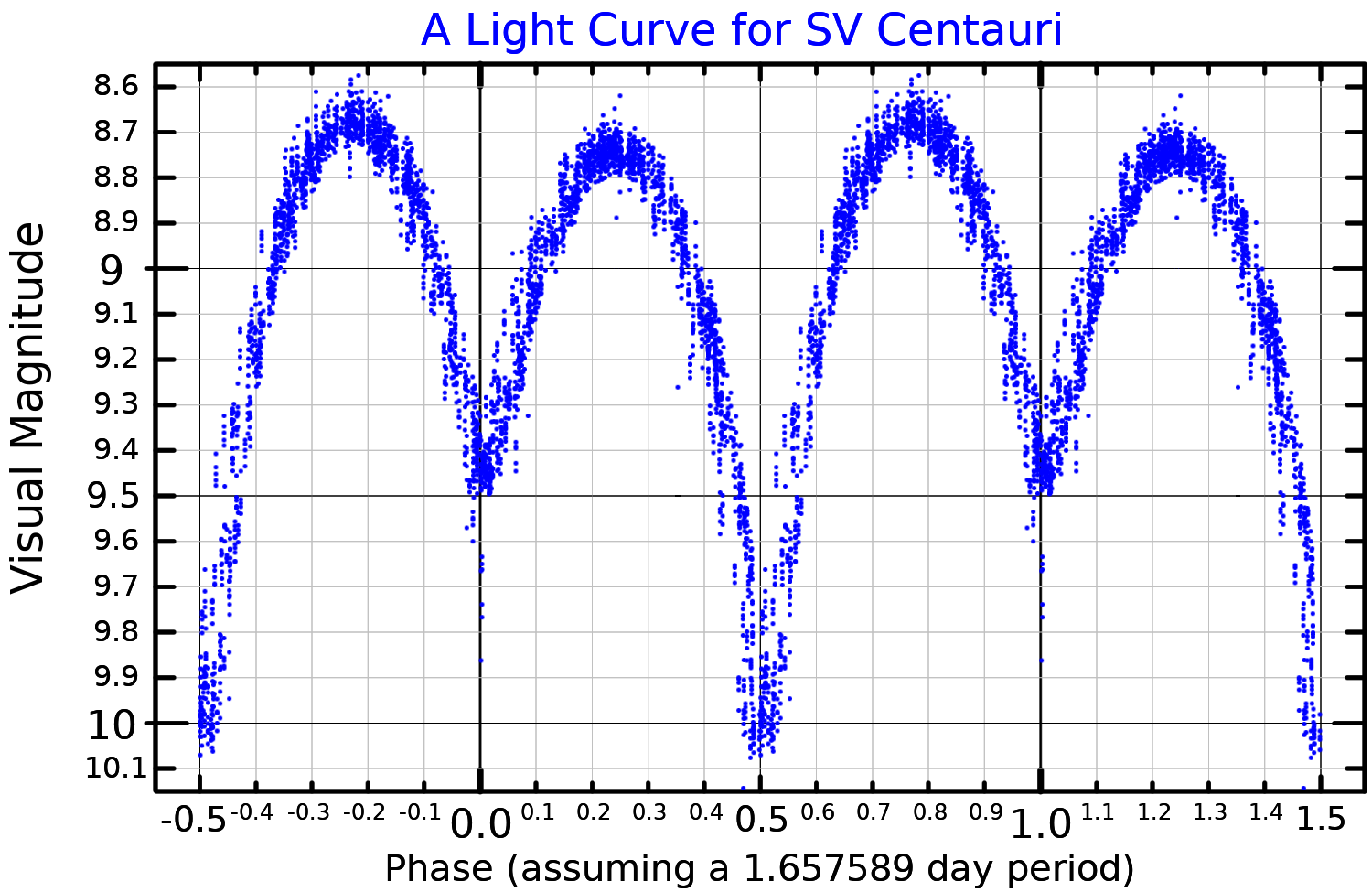
Curva de luz (banda azul) de SV Centauri